# Resolutie 698 Veiligheidsraad Verenigde Naties
Resolutie 697 van de Veiligheidsraad van de Verenigde Naties werd unaniem aangenomen op 14 juni 1991.

## Achtergrond
Nadat in 1964 geweld was uitgebroken tussen de Griekse- en Turkse bevolkingsgroep op Cyprus, stationeerden de VN de UNFICYP-vredesmacht op het eiland. Die macht wordt sindsdien om het half jaar verlengd. 
In 1974 bezette Turkije het noorden van Cyprus na een Griekse poging tot staatsgreep. In 1983 werd dat noordelijke deel met Turkse steun van Cyprus afgescheurd. Midden 1990 begon het toetredingsproces van (Grieks-)Cyprus tot de Europese Unie, maar de EU erkende de Turkse Republiek Noord-Cyprus niet.

## Inhoud
De Veiligheidsraad:
- herinnert aan resolutie 186 uit 1964 die UNFICYP oprichtte voor drie maanden;
- herinnerde aan de daaropvolgende resoluties die het mandaat telkens verlengden;
- herinnerde ook aan het rapport van het Secretariaat van de Verenigde Naties en de aanbevelingen erin;
- herinnerde verder aan resolutie 682, waarin was besloten om het financieringsprobleem van de Macht te bekijken;
- waardeerde de recente consultaties tussen de leden over het probleem;
- was bezorgd over het laatste rapport van de Secretaris-Generaal dat opnieuw wees op het chronische financieringsprobleem;
- bevestigde opnieuw dat de macht moet worden gebaseerd op een stevige financiële basis;
- benadrukte het belang van een snelle overeenkomst van het Cyprus-probleem;

1. besloot dat solide financieringsmethode nodig was;
2. besloot ook dat de kwestie verder moest worden bestudeerd om de kosten te verlagen en te verhelderen;
3. vroeg de Secretaris-generaal om de Veiligheidsraad, diens leden die troepen bijdroegen en overigen te consulteren, om tegen de tijd van de volgende verlenging van het mandaat op 15 december over de te nemen financiële maatregelen te beslissen.

## Verwante resoluties
- Resolutie 682 Veiligheidsraad Verenigde Naties (1990)
- Resolutie 697 Veiligheidsraad Verenigde Naties
- Resolutie 716 Veiligheidsraad Verenigde Naties
- Resolutie 723 Veiligheidsraad Verenigde Naties

Lijst ·  684 ·  685 ·  686 ·  687 ·  688 ·  689 ·  690 ·  691 ·  692 ·  693 ·  694 ·  695 ·  696 ·  697 ·  698 ·  699 ·  700 ·  701 ·  702 ·  703 ·  704 ·  705 ·  706 ·  707 ·  708 ·  709 ·  710 ·  711 ·  712 ·  713 ·  714 ·  715 ·  716 ·  717 ·  718 ·  719 ·  720 ·  721 ·  722 ·  723 ·  724 ·  725